# Thomas Strunz
Thomas Strunz (Duisburg, 25 april 1968) is een Duits voormalig profvoetballer. 

## Clubcarrière
Strunz begon zijn professionele carrière in 1986 bij MSV Duisburg. In 1989 verhuisde hij voor drie seizoenen naar FC Bayern München. In zijn eerste seizoen scoorde hij vijfmaal in twintig wedstrijden. In zijn tweede periode bij Bayern, van 1995 tot 2000, won hij de UEFA Cup, speelde de finale van de Champions League. Van 1992 tot 1995 speelde Strunz voor Bayer Leverkusen.

## Internationale carrière
Strunz speelde 41 maal voor het Duitse elftal. Hij nam deel aan het Wereldkampioenschap voetbal 1994 en het Europees kampioenschap voetbal 1996, waarmee hij Europees kampioen werd.

## Statistieken
| Seizoen        | Club              | Land           | Competitie     | Wedstrijden | Doelpunten |
| -------------- | ----------------- | -------------- | -------------- | ----------- | ---------- |
| 1986-1989      | MSV Duisburg      | Duitsland      | 2. Bundesliga  | 94          | 30         |
| 1989–1992      | FC Bayern München | Duitsland      | Bundesliga     | 59          | 12         |
| 1992-1995      | Bayer Leverkusen  | Duitsland      | Bundesliga     | 79          | 9          |
| 1995-2000      | FC Bayern München | Duitsland      | Bundesliga     | 97          | 11         |
| Carrièretotaal | Carrièretotaal    | Carrièretotaal | Carrièretotaal | 329         | 62         |

1 Illgner ·
2 Strunz ·
3 Brehme ·
4 Kohler ·
5 Helmer ·
6 Buchwald ·
7 Möller ·
8 Häßler ·
9 Riedle ·
10 Matthäus  ·
11 Kuntz ·
12 Köpke ·
13 Völler ·
14 Berthold ·
15 Gaudino ·
16 Sammer ·
17 Wagner ·
18 Klinsmann ·
19 Kirsten ·
20 Effenberg ·
21 Basler ·
22 Kahn ·
Coach: Vogts
1 Köpke ·
2 Reuter ·
3 Bode ·
4 Freund ·
5 Helmer ·
6 Sammer ·
7 Möller ·
8 Scholl ·
9 Bobic ·
10 Häßler ·
11 Kuntz ·
12 Kahn ·
13 Basler ·
14 Babbel ·
15 Kohler ·
16 Schneider ·
17 Ziege ·
18 Klinsmann  ·
19 Strunz ·
20 Bierhoff ·
21 Eilts ·
22 Reck ·
23 Todt ·
Coach: Vogts